# Barbital
Barbitalul (denumit și barbitonă; denumirea comercială era Veronal) este un derivat barbituric care a fost folosit ca somnifer, dozele mari produc moartea, din cauza faptului că blochează procesele metabolice. Barbitalul a fost sintetizat prima oară în 1882. După 20 de ani, în 1902, a fost sintetizat de Emil Fischer și Joseph von Mering și categorisit ca somnifer. Sub numele de Veronal a fost produs în 1903 ca somnifer de firma Merck. În prezent nu mai este produs de industria farmaceutică ca somnifer.